# Un divan à New York
Un divan à New York (Engels: A Couch in New York) is een Frans-Duits-Belgische filmkomedie uit 1996 onder regie van Chantal Akerman.

## Verhaal
Een New Yorkse psychiater ruilt enkele weken van appartement met een danseres uit Parijs. De danseres ontfermt zich over de patiënten van de psychiater. Ze zijn allemaal onder de indruk van haar werkmethoden. De psychiater aardt niet in Parijs en hij komt eerder naar huis dan voorzien.

## Rolverdeling
| Acteur           | Personage                  |
| ---------------- | -------------------------- |
| Juliette Binoche | Beatrice Saulnier          |
| William Hurt     | Henry Harriston            |
| Stephanie Buttle | Anne                       |
| Barbara Garrick  | Lizbeth Honeywell          |
| Paul Guilfoyle   | Dennis                     |
| Richard Jenkins  | Campton                    |
| Kent Broadhurst  | Tim                        |
| Matthew Burton   | Wood                       |
| Henry Bean       | Stein                      |
| Bernard Breuse   | Jerôme                     |
| Adam LeFevre     | Restauranthouder           |
| Boris Leskin     | Taxichauffeur              |
| Tiffany Fraser   | Julie                      |
| Wendy Way        | Werknemer in de luchthaven |
| Jerry Dean       | Taxichauffeur              |